# Альбиссола-Марина
Альбиссола-Марина (итал. Albissola Marina) — город в Италии, расположен в регионе Лигурия, подчинён административному центру Савона (провинция).
Население составляет 5680 человек (на 2005 г.), плотность населения составляет 1893 чел./км². Занимает площадь 3 км². Почтовый индекс — 17012. Телефонный код — 00019.
Покровительницей коммуны почитается Пресвятая Богородица (Nostra Signora della Concordia), празднование 8 сентября.

## Галерея

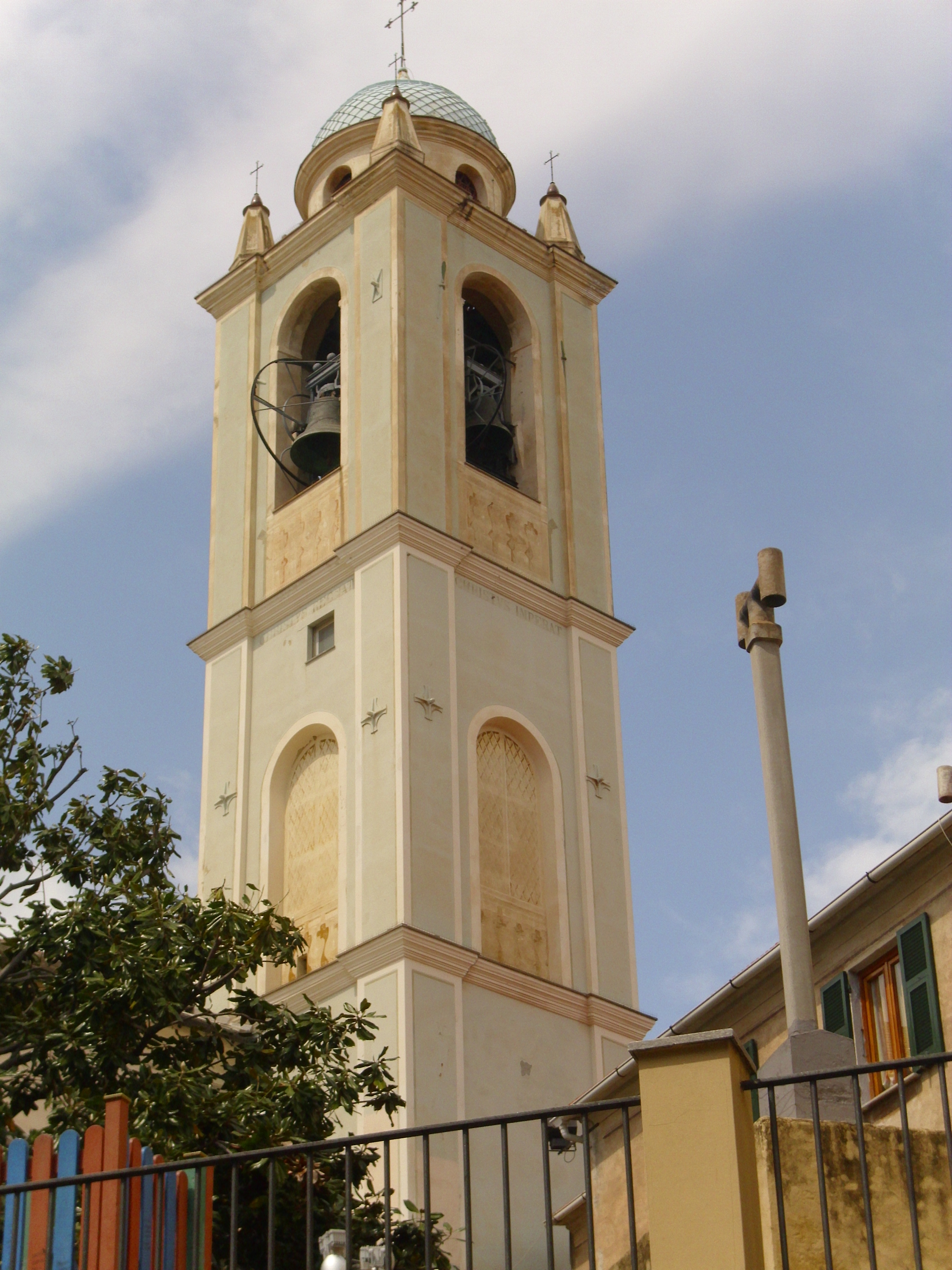
Колокольня
Вид храма
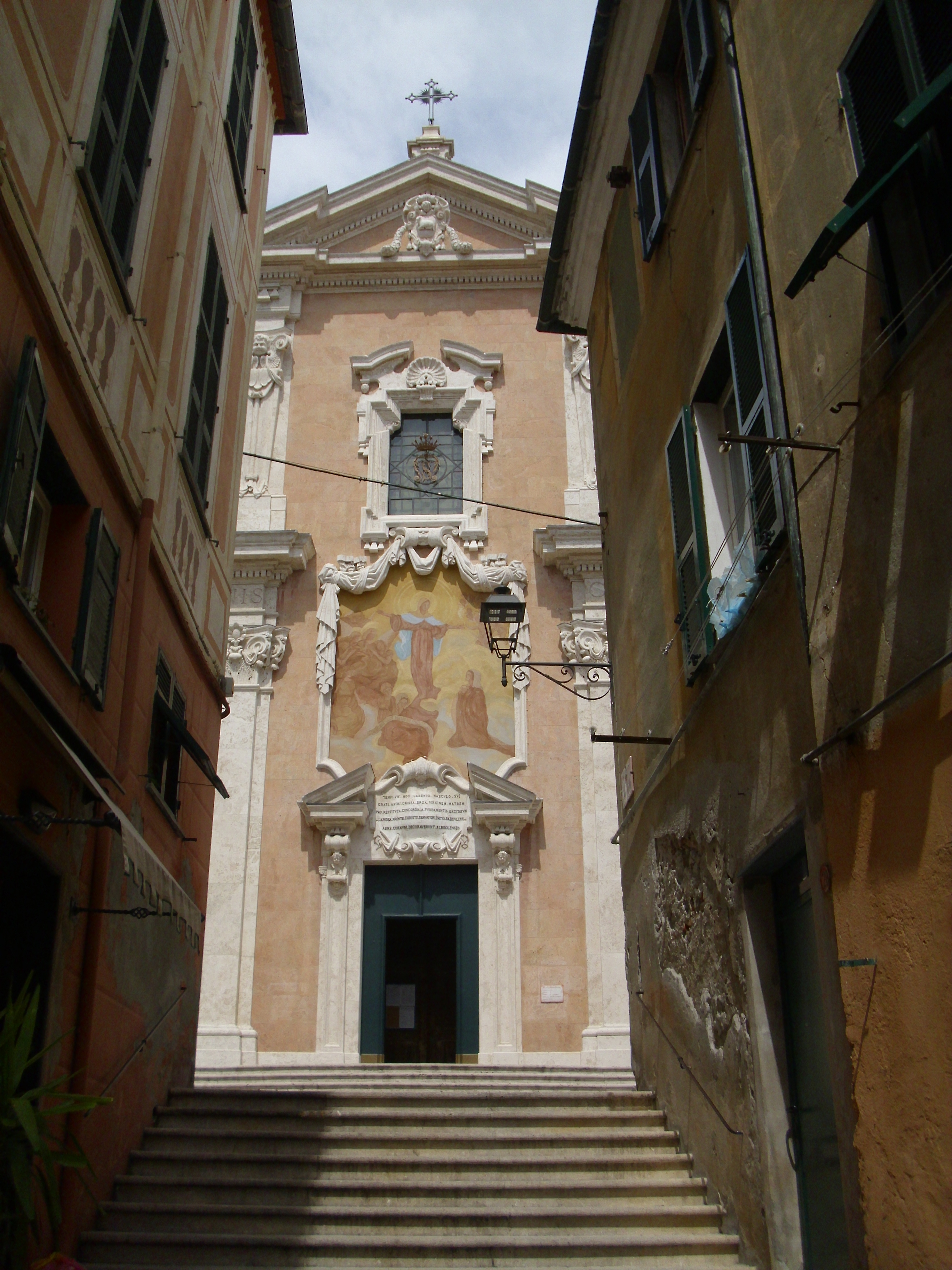
Фасад храма
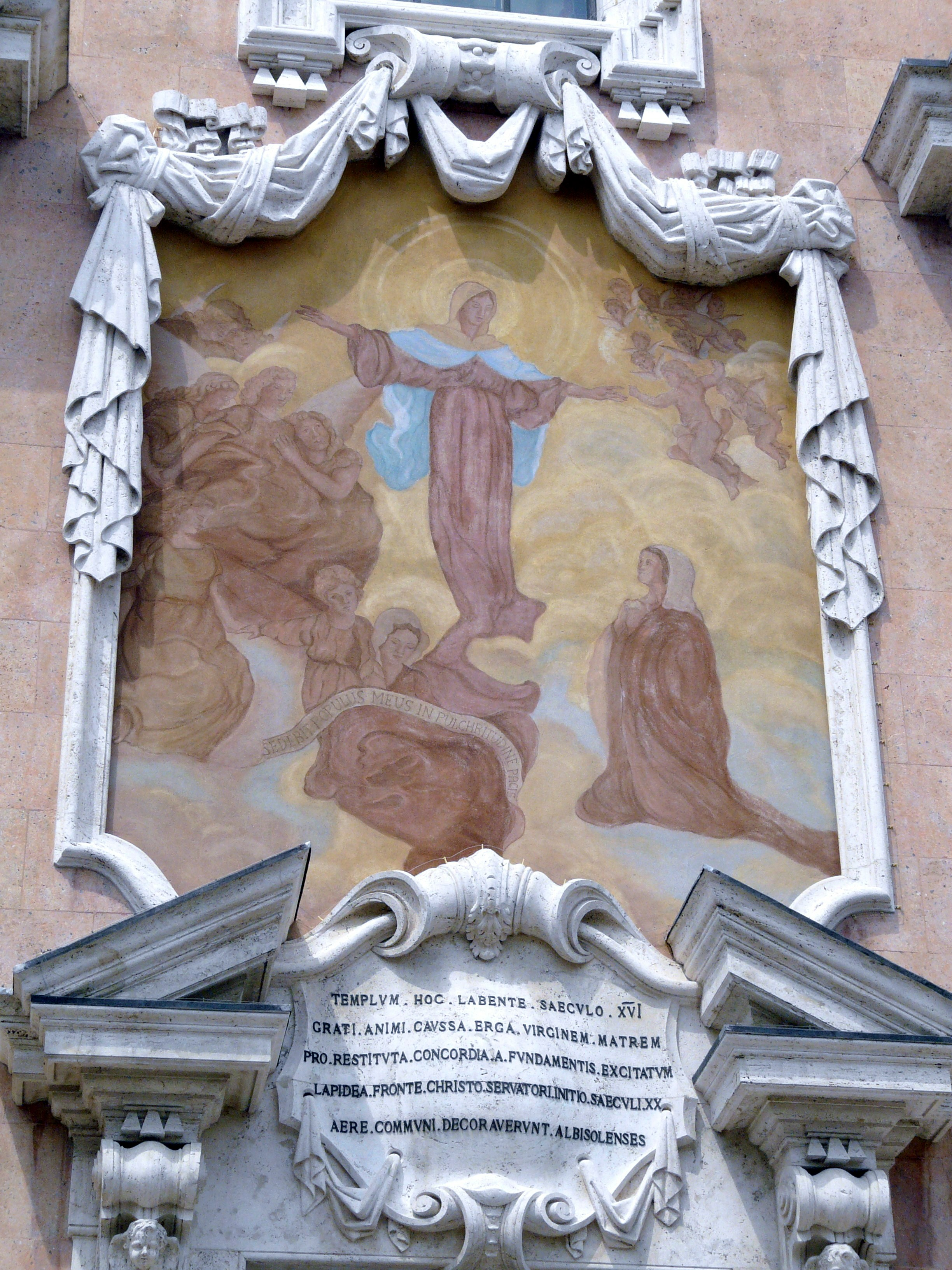
Изображение Пресвятой Богородицы Nostra Signora della Concordia на фасаде храма
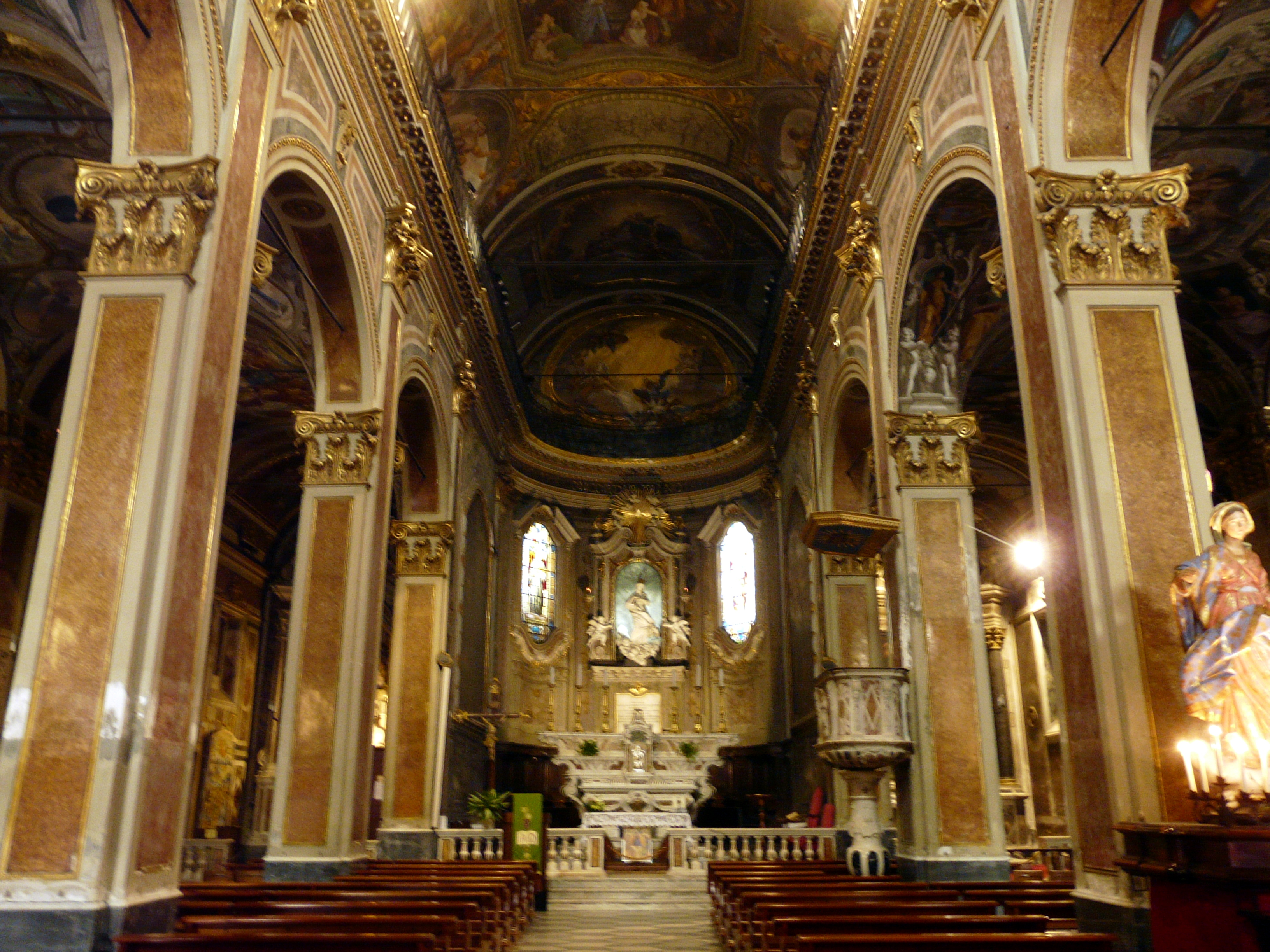
В храме
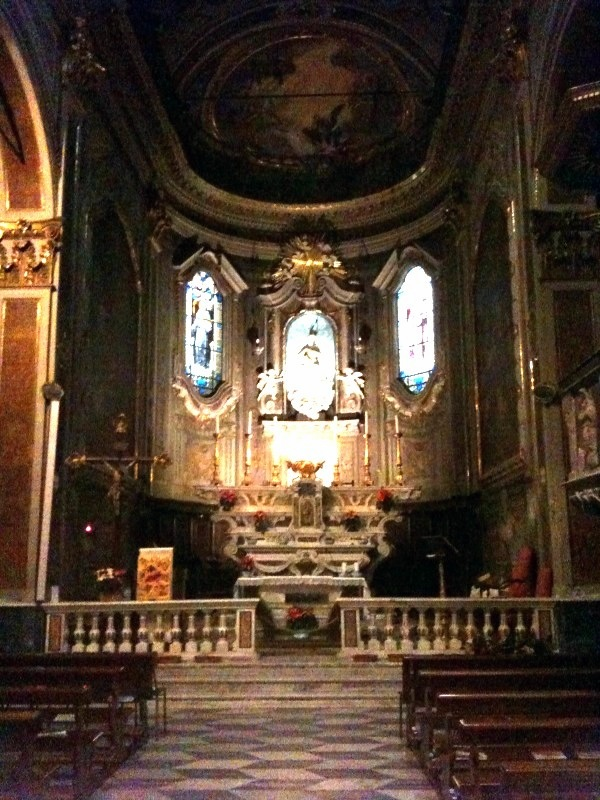
Пресбитерий